# Gastronomia de Finlàndia

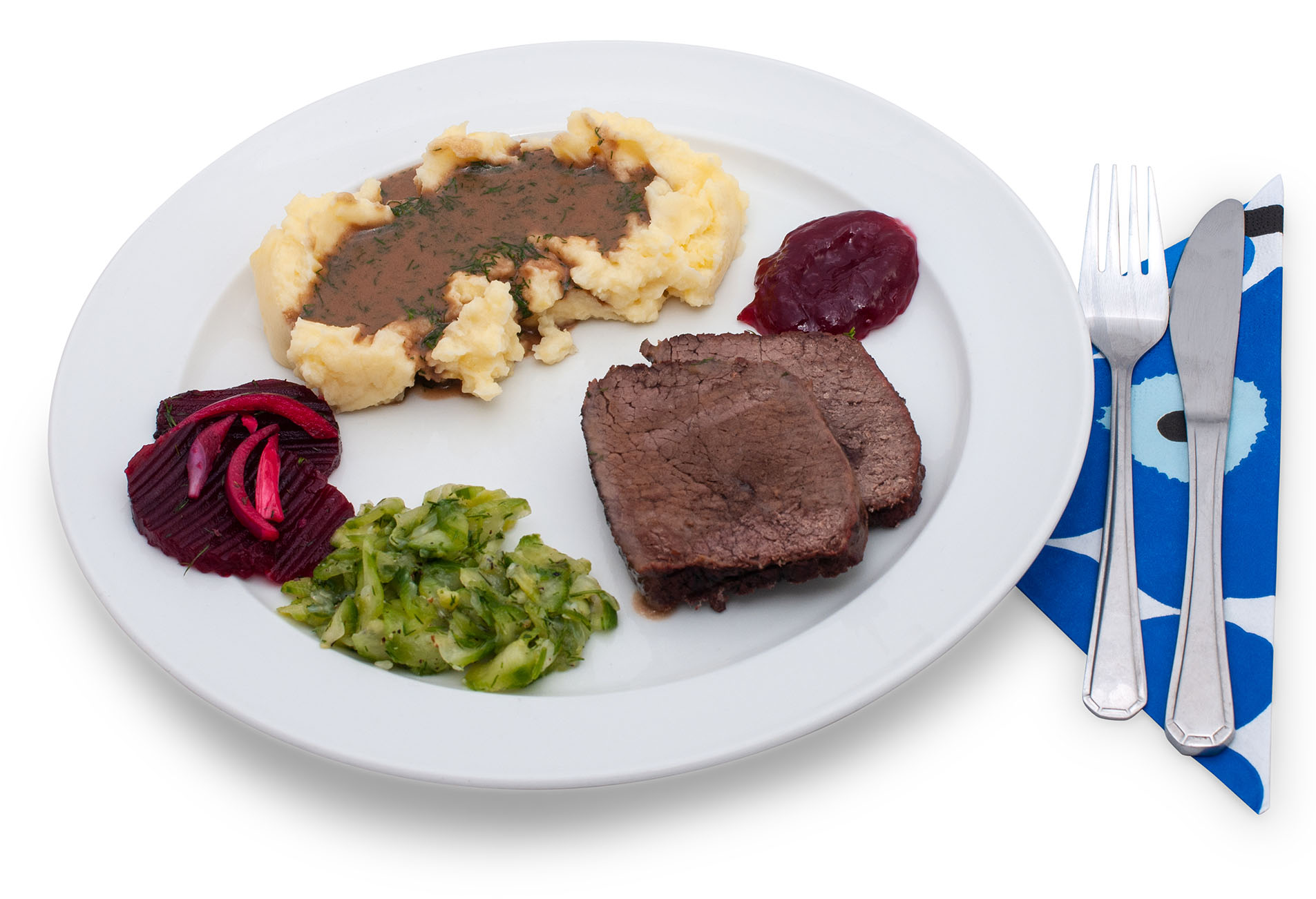
alci rostit

La gastronomia de Finlàndia és coneguda per combinar la cuina de mercat i l'alta cuina amb l'estil de cuina continental contemporani. La carn i el peix tenen un paper important en els plats tradicionals d'algunes parts del país, mentre que en la resta de regions sempre hi ha hagut la presència d'hortalisses i bolets. Els refugiats de Carèlia van contribuir gastronòmicament a altres parts de Finlàndia.
Habitualment s'utilitzen productes integrals (sègol, ordi, civada) i baies (com els nabius blaus, els nabius de gerdera silvestre, les móres vermelles i els arços grocs). La llet i els seus derivats són utilitzats tant com beguda com en nombroses receptes. En la cuina tradicional eren habituals diferents varietats de naps, però van ser substituïts per la patata arran de la seva introducció al segle xiii.

## Característiques
Fa uns segles, el clima rigorós de Finlàndia impedia la disponibilitat de fruites i verdures fresques durant nou mesos a l'any i això propiciava una dependència als tubercles (primer naps, més tard patates), al pa de sègol fosc i als productes làctics fermentats, acompanyats a vegades amb carn i peix en conserva. Tradicionalment, no hi havia gaires espècies disponibles a part de la sal, i les herbes aromàtiques (com l'anet) es limitaven als mesos d'estiu. Molts plats tradicionals finesos es guisen durant molta estona en un forn, el que produeix menjar abundant però insípid. En el seu moment els llacs i els boscos van ser una font principal d'aliments i avui en dia els productes dels boscos són importants com a trets distintius de la cuina finesa. La simplicitat de la gastronomia finesa tradicional ha esdevingut un avantatge en emfatitzar la frescor, i els restauradors finesos moderns incorporen productes finesos d'alta qualitat amb tècniques culinàries continentals.
La internacionalització va portar menjar importat i es van afegir als menús finesos la pasta, les pizzes, els kebabs i les hamburgueses, que substituïen els plats tradicionals de cada dia, com el potatge de col o filets d'arengada que es consideraven inferiors. A més a més, durant el segle XX la majoria de dones fineses van entrar a la població activa, i la majoria de plats que requerien molt temps de preparació van quedar relegats a les vacances.
Fins i tot amb l'agricultura i el transport moderns, a Finlàndia el menjar és car en comparació amb altres països europeus, tot i l'abolició dels aranzels l'any 1995 quan es va adherir a la Unió Europea (els preus dels cereals, carn i llet van baixar un 50%). Anteriorment, els impostos i les prohibicions totals d'importacions que competissin amb els productes locals limitaven la disponibilitat d'aliments fora de temporada o d'altres països, però avui en dia els supermercats i restaurants serveixen una gran varietat de menjar de tot el món.
La cuina finesa s'assembla molt a la cuina sueca, alemanya i russa. La diferència principal amb la cuina sueca és la preferència per menjar sense sucre, per exemple el pa de sègol finès no s'endolceix mentre que el suec porta molt xarop i moltes espècies. Pel que fa a la diferència entre l'alemanya i la russa, la cuina finesa prioritza els ingredients frescos a les conserves o als envinagrats ara que les verdures, la carn i el peix estan disponibles durant tot l'any.

## Ingredients de la cuina finesa

### Carns
Les carns més populars a Finlàndia són el porc, la vedella i el pollastre. Es consumeix aproximadament un terç de la carn en forma de salsitxes (makkara), fetes principalment de porc tot i que a vegades també s'hi barregen altres carns.
A més, a Finlàndia hi ha molta tradició de caça i pesca. La caça se centra en el cérvol, l'ant i l'os, però també és popular la caça menor com la llebre, l'ànec i el grèvol. Com que les normatives de seguretat alimentària són molt restrictives, la carn d'ant es consumeix principalment en l'àmbit domèstic, i poques vegades es pot menjar en restaurants. Com a alternativa, els restaurants finesos serveixen plats de ren.

### Baies

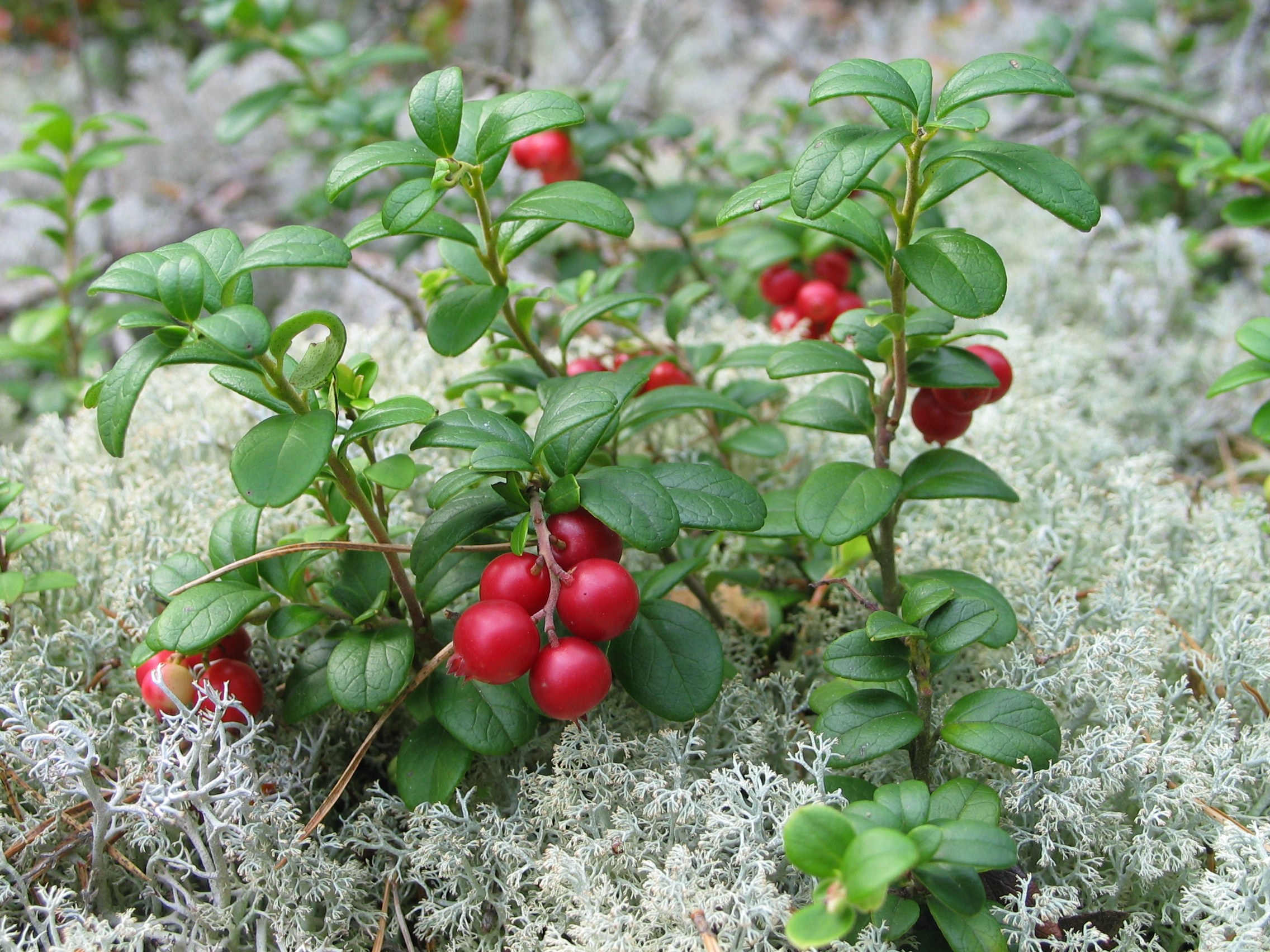
Els nabius de gerdera silvestre es troben per tota Finlàndia.

Les baies salvatges àrtiques destaquen en la cuina finesa amb el seu sabor fort i el seu alt contingut en nutrients. Tradicionalment, es consumien fresques a l'estiu i seques la resta de l'any, però avui en dia es congelen. Actualment és encara molt habitual anar a collir baies al bosc. Els gerds, els nabius i els nabius de gerdera silvestre es troben a gairebé tota Finlàndia, mentre que les móres vermelles, les móres àrtiques i els arços grocs creixen en zones més delimitades.
Les baies es poden utilitzar com a ingredients, o menjar-se soles i els sucs i melmelades de baies són habituals especialment entre la gent gran. Tot i que les baies s'utilitzen principalment per a les postres, també se serveixen amb carn, com la salsa àcida de nabius de gerdera silvestre.

### Peixos
El peix sempre ha estat a Finlàndia una font important de proteïna i els seus llacs proporcionen moltes oportunitats de pesca. Consumeixen el peix fregit, bullit, assecat, en salaó, fermentat, fumat en fred o laminat en cru, i n'és un exemple el salmó, que és molt popular. És habitual el fumatge de qualsevol tipus de peix, com el salmó, la sandra, el lluç de riu, la perca i l'arengada bàltica. Un tipus de plat popular entre els suec-parlants és l'arengada fumada (savusilli en finès, böckling en suec). Hi ha molts estils d'arengada envinagrada, entrant habitual que també se serveix a l'estiu amb acompanyament de uusiperuna (“patata nova”). Els ous de bacallà i corègon són exquisitats fineses que se serveixen sobre torrades o blinis. Els crancs de riu es poden trobar en molts llacs i rierols de Finlàndia i, especialment durant l'agost, els suec-parlants organitzen festes temàtiques de menjar crancs de riu i beure alcohol.

### Bolets

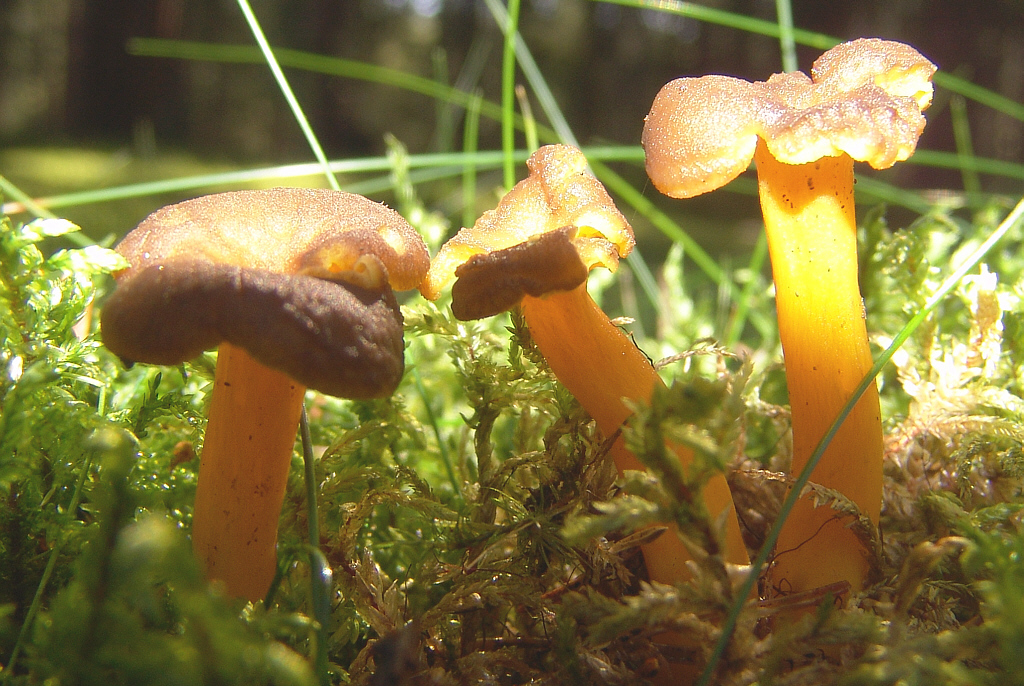
Fals camagroc

Als boscos finesos creixen abundantment diverses espècies de bolets i els bolets de greix, que s'utilitzen en plats cremosos, estrenen la temporada. Els ceps i rossinyols surten després de l'estiu i són famosos en tot el país, mentre que a l'est de Finlàndia es consumeixen quasi tots els bolets comestibles, inclosos els rovellons i les rússules. Els rovellons es troben habitualment en l'alta cuina finesa amb els seus relatius falsos camagrocs que acostumen a tancar la temporada. Per al seu consum a l'hivern s'assequen o s'envinagren. Els bolets s'utilitzen en sopes, salses, estofats, farcits de pastissos, o simplement com acompanyament fregits en una paella amb cebes. La collita de bolets també una activitat popular exterior entre els finesos.

### Pa
A Finlàndia, el pa s'elabora amb cereals com ordi, civada, sègol i blat, o barrejant diferents segós i farines. El sihtileipä està fet d'una combinació de sègol i blat. El ruisleipä, pa de sègol fosc i ric en fibra és un aliment bàsic de la dieta finesa. També hi ha una varietat de pans plans (rieska), com el maitorieska (pa pla de llet), el läskirieska (pa pla d'ordi amb trossos de llard de la costa oest finesa), el perunarieska (pa pla de patata) i el näkkileipä (pa de sègol cruixent). A Kainuu, al nord de Finlàndia, els pans plans són extremadament plans i es couen en foc descobert. Les fams del segle xix ocasionades per males collites van provocar que els finesos improvisessin el pettuleipä, un pa elaborat amb farina de sègol i la capa tova de floema de l'escorça del pi, nutritiu però insípid i molt dur.

### Farinetes
L'esmorzar finès inclou una ració de farinetes. Les més habituals són de flocs de civada, de sègol o multi-cereals. Tanmateix, hi ha altres opcions com el mannapuuro (farinetes de sèmola amb llet) i el helmipuuro (farinetes de grans de midó amb llet). Les farinetes es mengen normalment amb llet, sucre, mantega o kissel de baies. Durant l'hivern es prenen les farinetes d'arròs amb llet (riisipuuro), acompanyades de canyella i sucre i a vegades amb kissel de prunes (luumukiiseli).

### Begudes
L'aigua i el cafè són les begudes més populars a Finlàndia, però també ho són la llet i el sèrum de mantega (piimä, un tipus de llet fermentada) durant els àpats, fins i tot entre adults. Sovint es beu cafè diverses vegades al dia i es serveix a tot arreu, i el te està disponible en la majoria de llars. Hi ha diversos tipus de begudes alcohòliques casolanes com la sima (hidromel), la sahti (cervesa tradicional) i el kilju (vi de sucre). Tot i ser il·legal, hi ha gent que destil·la el pontikka (moonshine finès). Quan s'apropen les festes nadalenques se serveix un vi calent amb herbes anomenat glögi així com la seva versió sense alcohol. Les baies s'utilitzen per a condimentar licors (com el licor de móra vermella) i per a l'elaboració de vins (a partir de groselles vermelles i negres). Les sidres fortes són una especialitat nacional (com a Suècia), així com els combinats lonkero, consistents originalment de ginebra i refresc de pomelo.

## Exemples de plats finesos

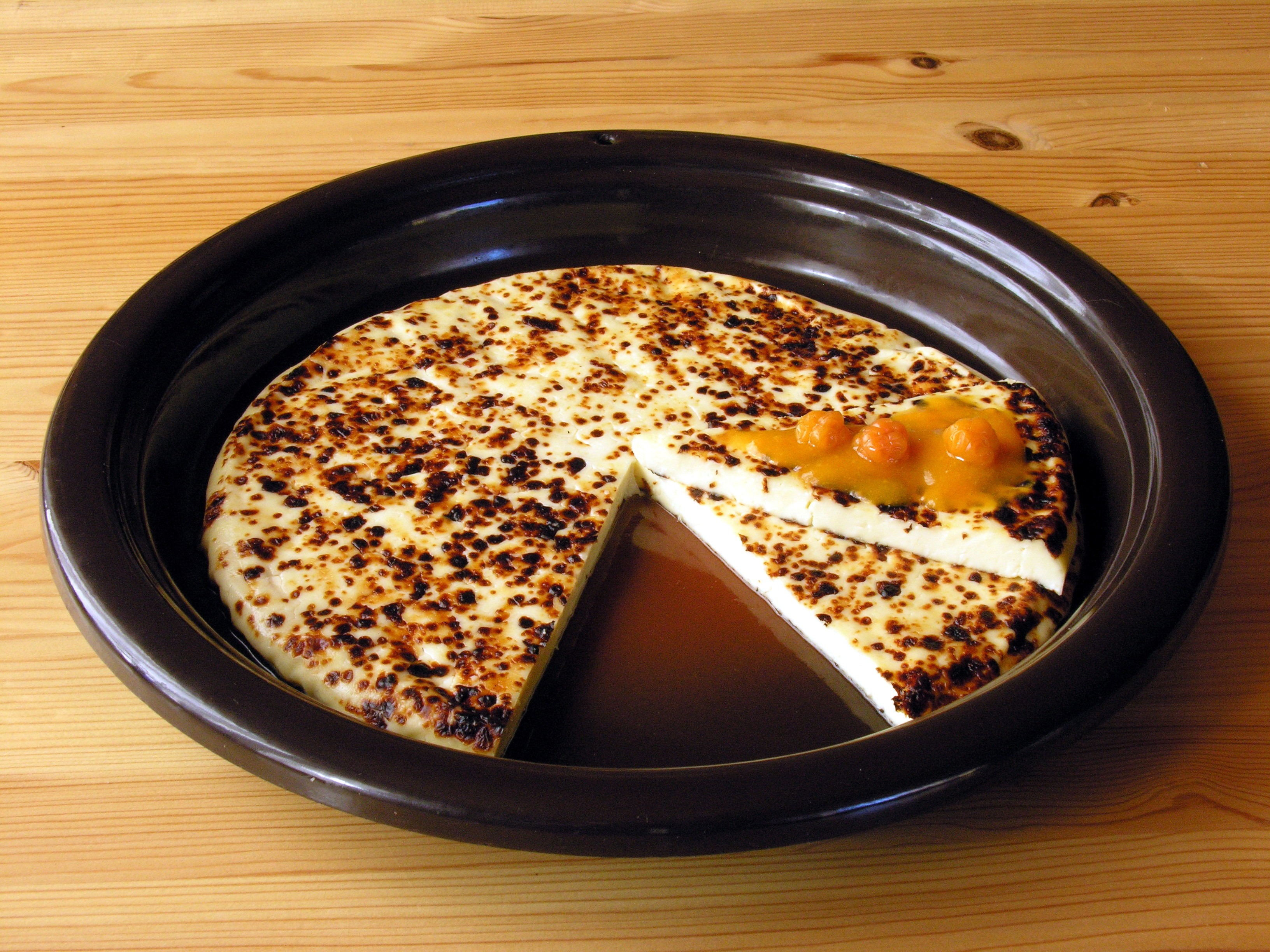
Leipäjuusto amb melmelada de móra vermella

Els finesos distingeixen entre perinneruoka (plat tradicional) i kotiruoka (menjar casolà), ja que el primer fa referència als plats que no s'acostumen a menjar diàriament, o ja no es mengen, i el segon fa referència a plats bàsics de cada dia, encara que es mengin en un restaurant.

### Entrants
- Hernekeitto, sopa de pèsols
- Leipäjuusto (pa de formatge)[9] amb melmelada de móres vermelles

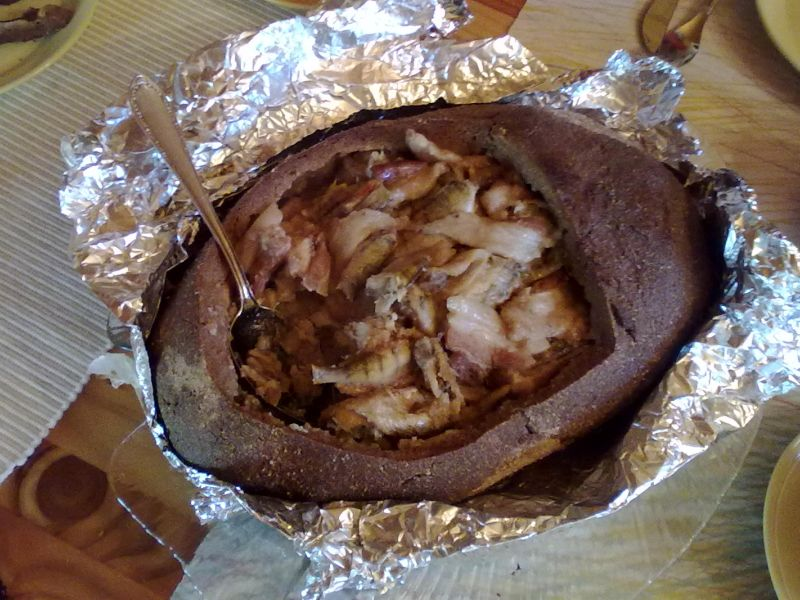
Kalakukko obert

- Perunamuusi,[10] un
- Kaalikääryleet, col farcida

### Peix
- Kalakukko,[11] pastís farcit de peix
- Graavikala, peix cru curat laminat
- Kalakeitto, sopa de peix

### Carn
- Lihapullat, mandonguilles

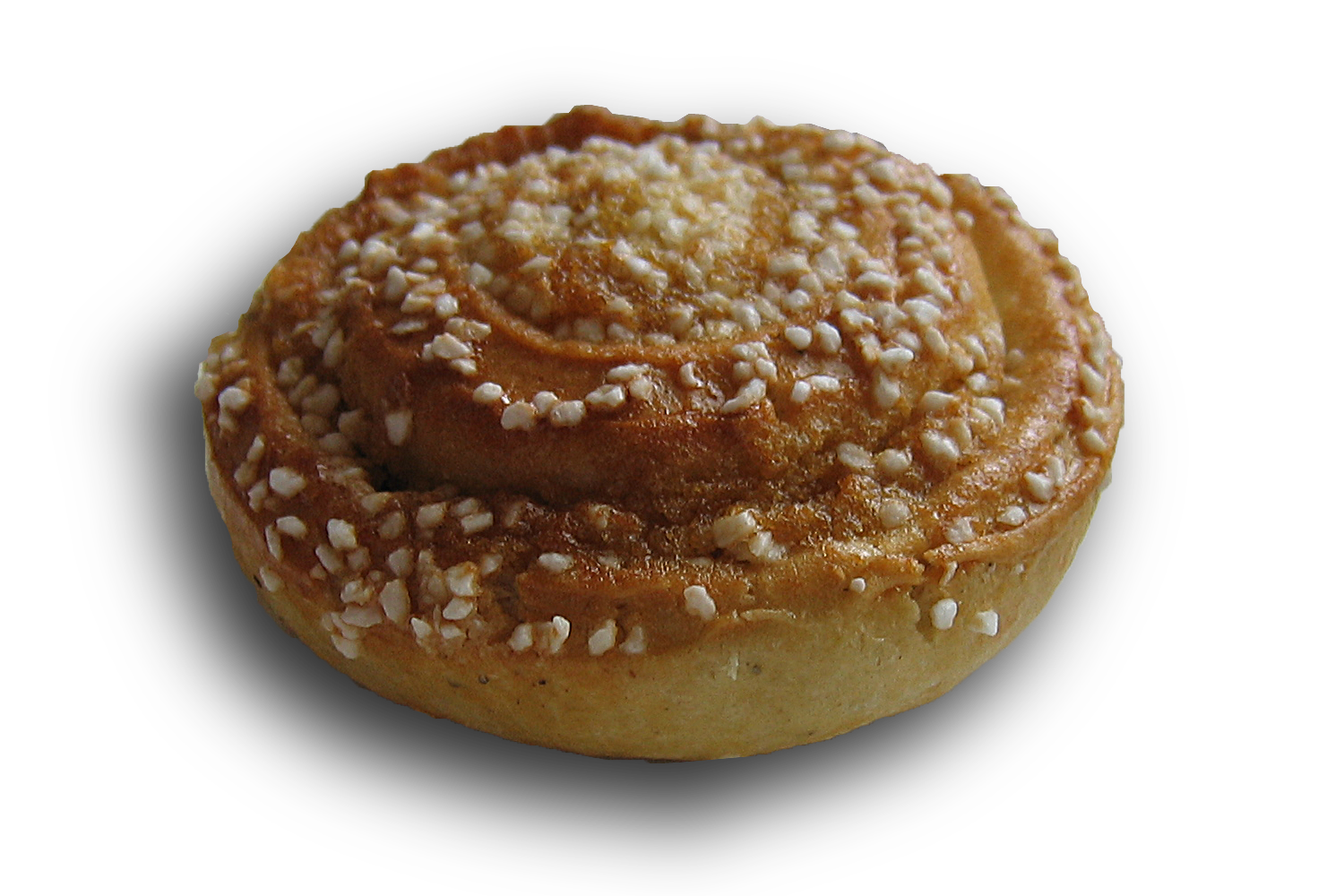
Pulla

- Palvikinkku i Palviliha, pernil i bou fumats
- Poronkäristys,[12] guisat de carn de ren

### Postres i dolços
- Viili,[13] iogurt de llet fermentada
- Pulla, pa de postres finès
- Mämmi,[14] postres típiques de Setmana Santa
- Tippaleipä, pastís d'embut
- Salmiakki,[15] llaminadura salada